# La Voile Noire (Annaba)
La Voile Noire (Qeloua es soudan) est une île de la mer Méditerranée à Seraïdi en Algérie. 

## Description
La Voile Noire est un rocher conique de 143 m de hauteur, qui se détache à l'extrémité d'une pointe avançant de 800 m en mer, comme un môle. 
De loin, on peut croire qu'il s'agit d'un bateau à voile.